# Синиша Бановић
Синиша Бановић (Сарајево, 12. мај 1979) је српски стрипски цртач и илустратор. 

## Биографија
Живи и ради у Београду где је дипломирао на Факултету примењене уметности и дизајна.
Објављивао стрипове у магазинима Strip pressing, Стрипотека, Емитор. За француско тржиште сарађивао је на стрипској адаптацији међународног филмског хита „Такси“ редитеља Лика Бесона (Luc Besson), TAXI — Gangstars, као и на 40 Techniques Imparables pour vaincre sa jalousie (Septième Choc, 2008). Радио новинске илустрације за српски часопис Digital, као и 12 илустрованих књига за децу под насловом „Најлепше бајке“.
У београдском студију С. О. К. О. по сценаријима Зорана Стефановића ради серијале „Прва раса“ са колористом Синишом Радовићем и „Кнез Липен“ са колористом Дарком Пајчином, као и насловне илустрације за серијализовани роман Бранка Видића „Дубровачки гусар“.
Добио је десетак награда и признања. Најзначајније су на Међународном салону стрипа у Београду, укључујући и „Гран при“, као и награду за најбољег цртача класичног израза.

## Извор
- Синиша Бановић - биографија на сајту Студија С. О. К. О., Београд